# Spermaallergie
Die sehr seltene Spermaallergie ist eine Form der Allergie, von der vor allem zwanzig- bis dreißigjährige Frauen betroffen sind. Ebenso können Männer auf das eigene Sperma allergisch reagieren, was als Post-Orgasmic-Illness-Syndrom (POIS) bezeichnet wird. Eine allergische Reaktion von Männern auf fremdes menschliches Sperma ist bislang noch nicht beobachtet worden, kann aber gegenüber Sperma anderer Arten auftreten.

## Frauen
Bis zum Jahr 2000 wurden weltweit nur etwa 60 Fälle als solche diagnostiziert, die unbehandelt lebensbedrohlich werden können. Betroffene Frauen reagieren auf ein Protein allergisch, das sich im Ejakulat, der Samen(transport)flüssigkeit (im Seminalplasma) von Männern, befindet. Bei dieser Form der Allergie hilft es nicht, den Partner zu wechseln. Denn das allergene Potenzial geht von einem in der Flüssigkeit enthaltenen Eiweiß aus und ist bei jedem Mann gleich. Die Spermien selbst wirken dabei nicht allergen. Die Reaktionen sind analog den Symptomen einer Pollenallergie („Heuschnupfen“). Bestimmte Antikörper sprechen innerhalb von zehn bis dreißig Minuten auf die Proteine in der Samenflüssigkeit an: Es kann zu Brennen und Juckreiz, Schwellungen und Hautausschlägen im Intimbereich, in Extremfällen auch zu Durchfall, Erbrechen oder sogar zum anaphylaktischen Schock kommen.

## Männer
Das Post-Orgasmic-Illness-Syndrom (POIS) wurde erstmals 2002 von Marcel D. Waldinger und Dave H. Schweitzer beschrieben.  Vereinzelte Männer sind dabei auf ihr eigenes Sperma allergisch und reagieren nach einer Ejakulation ebenfalls mit grippeähnlichen bzw. heuschnupfenartigen Symptomen, welche innerhalb von wenigen Minuten beginnen und bis zu einer Woche andauern können.

## Vorsorge, Behandlung
Betroffene merken recht schnell, dass sie nach Sperma-Kontakt jedes Mal Beschwerden haben: Betroffenen Partnern wird daher geraten, beim Geschlechtsverkehr stets ein Kondom zu verwenden, sie sind dann praktisch beschwerdefrei.
Bei einer leichteren allergischen Reaktion kann von Frauen während ihrer fruchtbaren Tage auf die Verwendung von Kondomen verzichtet werden, um schwanger zu werden. Bei starken anaphylaktischen Reaktionen kann entweder eine Hyposensibilisierung (z. B. „Rush-Therapie“, s. u.) durchgeführt werden, um auf natürlichem Wege schwanger zu werden, oder die Samenflüssigkeit und die Spermien werden im Labor getrennt und die Kinder werden über die künstliche Befruchtung gezeugt.
Zur Behandlung der Spermaallergie setzt man darüber hinaus Antihistaminika, Cortison, Injektionspräparate oder Adrenalinsprays ein. Auch eine Hyposensibilisierung ist möglich, bei der das in der Samenflüssigkeit enthaltene Allergen schrittweise in immer höheren Dosen verabreicht wird, so dass sich der Körper langsam daran gewöhnt. Es sind 11 Fälle beschrieben, in denen die Hyposensibilisierung über eine sog. „Rush-Therapie“ erfolgreich war und die Symptome dauerhaft beseitigte. Andere Therapieformen wurden ebenfalls beschrieben, weisen aber geringere Erfolge auf oder erzielen nur eine vorübergehende Hyposensibilisierung.
Für zwei 2010 veröffentlichte Untersuchungen wurden in den Niederlanden 45 Männer mit diesem Syndrom untersucht. Von diesen unterzogen sich 33 einem Hautallergietest, bei dem 29 (88 Prozent) eine positive Reaktion zeigten. Zwei Freiwillige unterzogen sich einer Hyposensibilisierung. Nach einer Behandlungsdauer von drei Jahren nahmen bei ihnen die Symptome ab.